# Giuseppe Sabadini
Giuseppe Sabadini (né le 26 mars 1949 à Sagrado) est un joueur de football italien, qui évoluait au poste de défenseur, avant de devenir ensuite entraîneur.

## Carrière
Il débute en Série A lors de la saison 1965-66 avec la Sampdoria. Il joue alors ailier et son entraineur décide de le replacer comme défenseur. Après six ans à Gênes, il prend son envol pour le grand club de l'AC Milan. Il remporte trois éditions de la coupe d'Italie et la Coupe des coupes 1973. 
Après sept saisons sous le maillot rossonero, il part à Catanzaro, puis à Catane et enfin à Ascoli en Série B. Il totalise 393 matchs dans l'élite, ce qui le place dans le top 100. Convoqué dans le groupe de la Squadra Azzurra pour la coupe du monde 1974, il ne rentre pas en jeu pendant la compétition.
En tant qu'entraîneur, il remporte la Serie C2 en 1990-91 avec Alexandrie.

## Palmarès
- Vainqueur de la Coupe d'Europe des vainqueurs de coupe en 1973 avec le Milan AC
- Vainqueur de la Coupe d'Italie en 1972, 1973 et 1977 avec le Milan AC